# Dmitri Gógotov
Dmitri Gógotov (ruso: Дмитрий Гоготов; Rusia, 12 de septiembre de 1987) es un gimnasta artístico ruso, subcampeón del mundo en 2006 en el concurso por equipos.

## Carrera deportiva
En el Mundial celebrado en Aarhus (Dinamarca) en 2006 consiguió la plata en el concurso por equipos, tras China (oro) y delante de Japón (bronce), siendo sus compañeros de equipo: Maksim Deviatovski, Serguéi Jorojordin, Nikolái Kriúkov, Yuri Riazánov y Aleksandr Safoshkin.